# تهاني القحطاني
تهاني صالح القحطاني ( مواليد 3 أغسطس 1999 الرياض) هي لاعبة جودو على المستوى الدولي من المملكة العربية السعودية.

## منافسات
تأهلت لدورة الألعاب الأولمبية الصيفية 2020. وشاركت في بطولة العالم للجودو 2021.
أعلنت اللجنة الأولمبية السعودية في 30 يوليو 2021 عن انتهاء مشاركة القحطاني في أولمبياد طوكيو حيث تعرضت للخسارة أمام منافستها الإسرائيلية بنتيجة (11-0) في منافسات فوق 78 كلغم برياضة الجودو.

## وصلات خارجية
- ملف اللاعبة في أولمبياد طوكيو